# Günter Blobel
Günter Blobel (Waltersdorf, 1936. május 21. – New York, 2018. február 18.) német-amerikai biokémikus, sejtbiológus. 1999-ben elnyerte az orvostudományi Nobel-díjat, mert felfedezte, hogy a fehérjéken olyan szignálok találhatók, amik eldöntik, hogy a sejten belül hová kerüljenek.

## Tanulmányai
Günter Blobel 1936. május 21-én született a kis sziléziai faluban, Waltersdorfban (ma Niegosławice, Lengyelország). Apja állatorvos volt. Günternek öt testvére volt, három fiú és két lány. 1945 januárjában a család az előrenyomuló szovjet hadsereg elől drezdai rokonaikhoz menekült. Néhány nappal megérkezésük után, mintegy 30 km-ről tanúja volt a város lebombázásának. 1945 szeptemberében idősebbik nővére egy bombatámadásban meghalt. A háború után apja az NDK-ban lévő Freibergben folytatta állatorvosi praxisát. Günter 1954-ben érettségizett, de az egyetemre származása („kapitalista családja”) miatt nem vették fel, azért átszökött Nyugat-Németországba. Frankfurt, Kiel, München és végül Tübingen egyetemein tanult orvostudományt, diplomáját az utóbbi intézményben kapta meg, 1960-ban.

## Munkássága
Két évig dolgozott rezidensként különböző kórházakban, de végül nem a klinikumot, hanem a kutatást választotta. Bátyja, az állatorvosi végzettségű Hans Blobel ekkor már az amerikai Wisconsin–Madison Egyetemen tanított mikrobiológiát és Blobel 1962-ben az Egyesült Államokba utazott. Elvégezte bátyja egyeteme doktori iskoláját, 1966-ban PhD fokozatot szerzett, majd a Rockefeller Egyetemen csatlakozott a leendő Nobel-díjas George Palade sejtbiológiai laboratóriumához. Palade a kezdetektől fogva részt vett a sejt belső struktúráinak felfedezésében és amikor Blobel megkezdte munkáját, ezeknek a struktúráknak a feladatait kutatták. Kutatási feladata a fehérjék sejten belüli transzportjának mikéntje volt. 1971-ben előállt egy elmélettel, miszerint a proteinek aminosavsorrendjében kell lennie egy olyan szignálnak, amit a sejt belső transzportmechanizmusai felismernek és attól függően viszik a sejtmagba vagy más organellumokba, esetleg a citoplazmába. 1975-ben sikerült kimutatnia ezeknek a szignáloknak a létét. Munkatársaival együtt felfedezte a transzportfolyamat molekuláris mechanizmusát és felismerte, hogy az állatokban, növényekben és gombákban nagyon hasonlóan működnek.
1987-ben amerikai állampolgárságot kapott. 1986-ban laboratóriumában felfedezték a sejtmag pórusainak első alkotóelemét, amelyet nukleoporinnak neveztek el. A későbbiekben sikerült azonosítaniuk több citoplazma-sejtmag transzportért felelős proteint, valamint azok kötőhelyét a póruson.
1994-ben megalakította a Drezda Barátai jótékonysági társaságot, amely a drezdai Frauenkirche újjáépítését tűzte ki céljául. Miután Blobel 1999-ben a transzportszignálok felfedezéséért megkapta az orvostudományi Nobel-díjat, a díj összegét (820 ezer eurót) ugyanerre a célra adományozta. A templom 2005-ben készült el.

## Díjai
- 1978: az Amerikai Nemzeti Tudományos Akadémia U.S. Steel Alapítvány-díja
- 1982: A Gairdner Alapítvány díja
- 1983: Otto Warburg-érem
- 1983: Richard Lounsbery-díj
- 1986: E. B. Wilson-érem
- 1992: Max Planck-díj
- 1992: Max Delbrück-érem
- 1993: Albert Lasker-díj
- 1995: Ciba Drew-díj
- 1996: Fejszál király-díj
- 1999: Massry-díj
- 1999: Fiziológiai és orvostudományi Nobel-díj
- 2001: AmCham Transzatlanti Partnerség-díj
- 2001: Pour le Mérite

Tagja a német Leopoldinának (1983), az amerikai Nemzeti Tudományos Akadémiának (1983), az Amerikai Művészeti és Tudományos Akadémiának (1984), az Academia Europaea-nak (1992) és a Szentszéki Tudományos Akadémiának (2001).

## Családja
Laura Maioglio művészettörténészt vette feleségül, aki New York legrégebbi olasz éttermének, az 1906-ban alapított Barbettának a tulajdonosa.